# Rai Mux 2
RAI Mux 2 è stato uno dei multiplex della televisione digitale terrestre a copertura nazionale presenti nel sistema DVB-T italiano. Apparteneva a Rai Way, società controllata da Rai.

## Copertura
Il RAI Mux 2 aveva diffusione nazionale.

## Frequenze
Il RAI Mux 2 trasmetteva in SFN sul canale 30 della banda UHF IV in tutta Italia, e eccezione della Sardegna dove trasmetteva sul canale 49 della banda UHF V. Sfruttava la rete precedentemente impiegata per le trasmissioni analogiche di Rai 2 e del RAI Mux A (switch-over). Il mux è stato chiuso il 20 ottobre 2021 a causa della riduzione dei mux imposta dalla conversione della banda 700 MHz alla telefonia mobile.

## Storia

### 2009
- 14 settembre 2009: Attivazione del mux in Valle d'Aosta e Sardegna con i canali Rai 4, Rai Gulp, SAT 2000, RaiSat Extra e Rai Next.

### 2010
- 20 febbraio 2010: Aggiunto il servizio OTA SONY.
- 18 maggio 2010: Eliminati Rai Gulp, Rai 4 e RaiSat Extra. Aggiunti Rai Sport 1 e Rai Sport 2.
- 19 maggio 2010: Sostituito OTA SONY con OTA SAMSUNG.

### 2011
- 20 gennaio 2011: Aggiunta la radio Isoradio.
- 20 luglio 2011: Rinominate Isoradio in Rai Isoradio, FD Leggera in Rai Radiofd4 e FD Auditorium in Rai Radiofd5.
- 27 settembre 2011: Aggiunto Arturo.
- 21 dicembre 2011: Aggiunto Rai Scuola.

### 2012
- 23 febbraio 2012: Aggiunta la radio GR Parlamento.
- 8 novembre 2012: Aggiunta la dicitura PROVVISORIO ad Arturo.

### 2013
- 8 gennaio 2013: Eliminato Arturo.

### 2015
- 6 agosto 2015: Rinominate GR Parlamento in Rai Gr Parlamento, Rai Radiofd4 in Rai Radio 4 Light e Rai Radiofd5 in Rai Radio 5 Classica.
- 14 settembre 2015: Aggiunti Rai 5 e Rai Storia. Eliminati Rai Scuola e Rai Radio 4 Light.

### 2016
- 19 settembre 2016: Aggiunto Rai Scuola.

### 2017
- 5 febbraio 2017: Rinominato Rai Sport 1 in Rai Sport. Eliminato Rai Sport 2.
- 23 maggio 2017: Eliminata la LCN a TV2000.
- 6 giugno 2017: Inserite Rai Radio 4 Light, Rai Radio 6 Teca, Rai Radio 7 Live e Rai Radio 8 Opera.
- 12 giugno 2017: Aggiunta Rai Radio Kids. Rinominate Rai Radio 4 Light in Rai Radio Tutta Italiana, Rai Radio 5 Classica in Rai Radio Classica, Rai Radio 6 Teca in Rai Radio Techetè e Rai Radio 7 Live in Rai Radio Live. Eliminata Rai Radio 8 Opera.
- 3 luglio 2017: Aggiunto un cartello su TV2000.

### 2018
- 1º gennaio 2018: Eliminato il cartello di TV2000.
- 14 giugno 2018: Aggiunta Rai Radio 1 Sport.
- 21 giugno 2018: Aggiunta Rai Radio 2 Indie.

### 2020
- 2 gennaio 2020: Rinominata Rai Radio Classica in Rai Radio 3 Classica.[1]
- 10 gennaio 2020: Modificato l'identificativo di Rai Radio 3 Classica diventando Rai Radio3 Classica.[2]

### 2021
- 20 ottobre 2021: Chiusura del mux in tutta Italia.

## Servizi

### Canali presenti al momento della chiusura

#### Canali televisivi
| LCN | Canale     | Note |
| --- | ---------- | ---- |
| 23  | Rai 5      | FTA  |
| 54  | Rai Storia | FTA  |
| 58  | Rai Sport  | FTA  |
| 146 | Rai Scuola | FTA  |

#### Canali radiofonici
| LCN | Canale                   | Note |
| --- | ------------------------ | ---- |
| 947 | Rai Radio Tutta Italiana | FTA  |
| 943 | Rai Radio3 Classica      | FTA  |
| 946 | Rai Radio Techete'       | FTA  |
| 944 | Rai Radio Live           | FTA  |
| 945 | Rai Radio Kids           | FTA  |
| 933 | Rai Gr Parlamento        | FTA  |
| 935 | Rai Isoradio             | FTA  |
| 939 | Rai Radio1 Sport         | FTA  |
| 941 | Rai Radio2 Indie         | FTA  |